# 茨城県立結城第二高等学校
茨城県立結城第二高等学校（いばらきけんりつゆうきだいにこうとうがっこう）は、茨城県結城市にある県立高等学校である。

## 概要
1913年（大正2年）に結城町立女子技芸学校として創立。1942年（昭和17年）、結城町から茨城県に移管されて、茨城県立結城高等女学校と改称し、1948年（昭和23年）の学制改革により、茨城県立結城女子高等学校となる。その翌年の1949年（昭和24年）に男女共学として茨城県立結城第二高等学校と改称されて、2008年（平成20年）より全日制から三部定時制に移行されて現在に至る。
定時制課程の普通科のみの教育が行われている。かつて全日制時代は、校訓「健実」を掲げ、特に女子教育には古い伝統があることで知られた普通科15学級と家政科6学級がある女子生徒のみ在学した高校で、クラブ活動が盛んなソフトボール・ハンドボール・卓球などで県大会上位の成績を収める強豪校であり、地域に密着したボランティア活動の普及事業協力校としての活動も行われていた。

## 設置学科
かつては全日制と定時制の両課程があったが、現在は定時制のみである。
- 定時制課程
  - 普通科

## 沿革
- 1913年 - 結城町立女子技芸学校として設立[1]。
- 1925年 - 結城郡結城女学校に校名改称。
- 1931年 - 結城実科高等女学校に改称。
- 1939年 - 結城高等女学校に改称。
- 1942年 - 県立移管に伴い、茨城県立結城高等女学校に改称[1]。
- 1948年 - 学制改革に伴い、茨城県立結城女子高等学校に改称[1]。
- 1949年 - 男女共学化に伴い、茨城県立結城第二高等学校に改称[1]。
- 2008年 - 三部制定時制単独校に再編、全日制募集停止。

## 著名な出身者
- 郡司和斗（歌人・俳人）
- 新川和江（詩人）
- 多田富雄（免疫学者）